# Pol Deltour
Pol Deltour (Brugge, 5 juli 1961) is een Belgisch journalist en bestuurder.

## Levensloop
Deltour studeerde rechten aan de Katholieke Universiteit Leuven, alwaar hij in 1984 afstudeerde. In 1990 ging hij aan de slag bij De Morgen als politiek en justitieverslaggever. In november 1998 werd hij aangesteld als nationaal secretaris van de Vlaamse Vereniging van Journalisten (VVJ) en de koepelvereniging Algemene Vereniging van Beroepsjournalisten in België (AVBB). Op 1 september 2023 zette hij een stap opzij als nationaal secretaris. Hij werd opgevolgd door Charlotte Michils.